# Etters Beach
Etters Beach est une communauté située dans la province de la Saskatchewan, dans le centre-sud.